# Saint Eustache (Cranach, Vienne)
Pour les articles homonymes, voir Saint Eustache.
Saint Eustache est une peinture à l'huile sur panneau de bois de 86,5 × 32,5 cm réalisée par l'artiste allemand Lucas Cranach l'Ancien. Datable d'environ 1515 elle est conservée au Musée Liechtenstein à Vienne.

## Histoire et description
L'œuvre appartient à la première phase de la carrière de l'artiste, avant la réforme luthérienne. Saint Eustache est généralement représenté comme un chevalier chasseur qui, selon la légende, a vu un crucifix miraculeux entre les cornes d'un cerf qu'il était sur le point d'abattre, et a décidé de se convertir au christianisme.
Le saint, représenté agenouillé dans la moitié inférieure du tableau, est habillé richement comme un noble de l'époque. Le cheval et les chiens de chasse, disposés dans des poses sinueuses, élégamment entourés d'une ligne de contour qui dessine des courbes élégantes, font référence à la tradition gothique tardive, qui n'a jamais été complètement abandonnée en Allemagne. Au-dessus, sur une falaise, apparaît la vision du cerf avec le crucifix, parmi les arbustes qui symbolisent le bois. Au fond à gauche se déploie un grand paysage, motif typique des peintres de l'école du Danube, créé de manière évocatrice et vibrante, qui vient voler la vedette aux protagonistes.